# Śmierć prezydenta
Śmierć prezydenta é um filme de drama polonês de 1977 dirigido e escrito por Jerzy Kawalerowicz. Foi selecionado como representante da Polônia à edição do Oscar 1978, organizada pela Academia de Artes e Ciências Cinematográficas.

## Elenco
- Zdzisław Mrożewski - Gabriel Narutowicz
- Marek Walczewski - Eligiusz Niewiadomski
- Henryk Bista - Marceli Nowakowski
- Czesław Byszewski - Julian Nowak
- Jerzy Duszyński - Józef Piłsudski
- Edmund Fetting - General Józef Haller
- Kazimierz Iwor - Herman Lieberman
- Julian Jabczyński - Stefan Przezdziecki
- Zbigniew Kryński - Stanisław Thugutt
- Leszek Kubanek - Norbert Barlicki
- Włodzimierz Saar - Stanisław Stroński
- Jerzy Sagan - Wincenty Witos
- Janusz Sykutera - Stanisław Car
- Tomasz Zaliwski - Maciej Rataj
- Teodor Gendera - Marian Zyndram-Kościałkowski